# Textblockgesetz
Das Textblockgesetz (auch Frumkina-Gesetz, Gesetz von Zwirner, Zwirner & Frumkina) ist eines der Sprachgesetze, die die Quantitative Linguistik vorschlägt. Es steuert die Häufigkeit, mit der bestimmte sprachliche Einheiten in Textblöcken vorkommen. Textblöcke erhält man, wenn man einen Text in viele gleich lange Abschnitte einteilt. Wenn man dann untersucht, in wie vielen Textblöcken eine bestimmte sprachliche Einheit keinmal, einmal, zweimal und so weiter vorkommt, so erhält man Verteilungen, die sich theoretisch begründen und empirisch überprüfen lassen.

## Einheiten, die dem Textblockgesetz folgen
Sehr verschiedenartige sprachliche Einheiten wie Laute, Wörter und syntaktische Konstruktionen folgen dem Textblockgesetz. Je nach der Art der untersuchten Einheit kann man die Textblöcke unterschiedlich bilden. Für die Untersuchung von Lauten bieten sich Textblöcke zu 50 oder 100 Lauten (oder auch größere) an, bei Wörtern Textblöcke mit entsprechend 50 oder 100 Wörtern Länge, und so weiter. Mit diesem Vorgehen wurde eine Reihe unterschiedlicher sprachlicher Einheiten erfolgreich bearbeitet. So konnte gezeigt werden, dass die Konjunktion „und“ und vier weitere Wörter („nicht“, „er“, „ich“ und „Franz“) in der Erzählung Dazugehören von Otto Jägersberg entsprechend der negativen hypergeometrischen Verteilung erscheinen. Als Beispiel diene die Verteilung der Konjunktion „und“ in den Textblöcken der Erzählung Dazugehören:
| x | n(x) | NP(x) |
| - | ---- | ----- |
| 0 | 3    | 2.42  |
| 1 | 7    | 8.63  |
| 2 | 14   | 15.74 |
| 3 | 25   | 19.05 |
| 4 | 16   | 16.66 |
| 5 | 9    | 10.74 |
| 6 | 3    | 4.97  |
| 7 | 1    | 1.51  |
| 8 | 2    | 0.28  |

(Dabei ist x: Anzahl der Vorkommen der Konjunktion „und“, n(x) die in diesem Text beobachtete Zahl der Textblöcke mit x Vorkommen von „und“; NP(x) die Zahl der Textblöcke mit x Vorkommen von „und“, die berechnet wird, wenn man die negative hypergeometrische Verteilung an die beobachteten Daten anpasst. Ergebnis: die negative hypergeometrische Verteilung ist für diesen Text ein gutes Modell mit dem Testkriterium P = 0.34, wobei P als gut erachtet wird, wenn es größer/ gleich 0.05 ist. Für ausführlichere Erläuterungen sei auf die angegebene Literatur verwiesen.)

## Entdeckung des Textblockgesetzes
Die Idee, die Häufigkeit sprachlicher Einheiten in Textblöcken zu untersuchen, scheint erstmals in den 1930er Jahren von Zwirner & Zwirner (1935, 1938) anhand von Lauten entwickelt worden zu sein. Es wurde später von Frumkina (1962), vermutlich ohne Kenntnis der früheren Arbeiten, anhand von Wörtern noch einmal entdeckt. Es ist daher in der Linguistik auch als Frumkina-Gesetz und gelegentlich als Gesetz von Zwirner, Zwirner & Frumkina bekannt und hat sich in einer ganzen Reihe von Überprüfungen bewährt.